# 小坂川 (岐阜県)
小坂川（おさかがわ）は、木曽川水系の一級河川。岐阜県下呂市を流れる。飛騨川を経て木曽川に合流する2次支川。

## 地理
岐阜県と長野県にまたがる御嶽山西側に源を発し、上流部の巌立では濁河川（にごりごがわ）として流れる。山地を流れ出る兵衛谷川などの谷川を集め、下呂市小坂町落合・湯屋・赤沼田の境付近で大洞川と合流して小坂川に名を変える。下呂市小坂町小坂付近で飛騨川に合流する。
流域には濁河温泉・下島温泉・湯屋温泉などがあり、合わせて小坂温泉郷と呼ばれる。また、流域一帯は24,000ヘクタールの広大な森林が広がっており、切り出される木材は質量ともに岐阜県第一位を誇る。

## 主な支流
一級河川のみ、下流側から順に記載。
- 大洞川
- 兵衛谷川

## 主な橋
- 朝六橋（岐阜県道88号下呂小坂線）
- 小坂大橋（国道41号小坂久々野バイパス）
- 御岳橋（岐阜県道437号湯屋温泉線）